# Hamburger Ebb’ und Fluth
Die Wassermusik TWV 55:C3 von Georg Philipp Telemann – auch mit dem Beinamen Hamburger Ebb’ und Fluth nach der gleichnamigen Gigue versehen – ist eine Ouvertürensuite in C-Dur. Sie wurde im Jahr 1723 aus Anlass der Feierlichkeiten zum hundertjährigen Bestehen der Hamburgischen Admiralität aufgeführt. Zur gleichen Gelegenheit schrieb Telemann die Hamburger Admiralitätsmusik. Telemann war 1721 nach Hamburg gegangen, um dort die Stelle des Kantors am Johanneum anzutreten. Dazu gehörten neben der Aufgabe des Lehrens auch Kompositionstätigkeiten für die vier Hauptkirchen sowie für die Feste der Offiziere und Kapitäne.
Auffallend am Werk ist die Tonmalerei in der Einleitung der Ouvertüre, die durch lang liegende Töne der Oberstimme die ruhige See nachbildet.
Von 1992 bis 1995 diente ein Ausschnitt aus der Gigue als Erkennungsmelodie des Fernsehsenders Arte.

## Besetzung
- 2 Oboen (2 Blockflöten, 2 Traversflöten)
- Fagott
- 2 Violinen
- Viola
- Basso Continuo

## Anlage
Die Sätze, die – bis auf die Harlequinade und Der stürmende Äolus – für Suiten übliche Tänze sind, haben zudem folgende programmatische Titel:
- Ouvertüre
- Sarabande: Die schlafende Thetis
- Bourrée: Die erwachende Thetis
- Loure: Der verliebte Neptun
- Gavotte: Spielende Najaden
- Harlequinade: Der schertzende Tritonus
- Der stürmende Aeolus
- Menuett: Der angenehme Zephir
- Gigue: Ebbe und Fluth
- Canarie: Die lustigen Bootsleute

Die Aufführungsdauer beträgt ca. 20 Minuten.

## Diskografie (Auswahl)
- Das RIAS-Symphonie-Orchester Berlin, Willy Hannuschke (Ariola Classique, 1958)
- Konzertgruppe der Schola Cantorum Basiliensis, August Wenzinger (Archiv Produktion, 1962)
- Collegium musicum de Paris, Roland Douatte (Musidisc, 1974)
- The Academy of St. Martin-in-the-Fields, Neville Marriner (Argo, 1977)
- Prager Kammerorchester, Ulf Björlin (His Master’s Voice, 1979)
- Musica Antiqua Köln, Reinhard Goebel (Archiv Produktion, 1984)
- The King’s Consort, Robert King (Hyperion, 1997)
- New London Consort, Philip Pickett (Decca, 1999)
- Zefiro, Alfredo Bernardini (Ambroisie, 2003)
- Collegium Pro Musica, Stefano Bagliano (Stradivarius, 2007)